# Университет прикладных наук Куфштайна
Университет прикладных наук Куфштайна (англ. University of Applied Sciences Kufstein) — австрийский университет прикладных наук в  Куфштайне, федеральная земля Тироль.
Университет предлагает степени бакалавра и магистра, а также аспирантуру. В университете работает около 500 профессоров и преподавателей, обучается около 2200 студентов, в том числе около 200 студентов по обмену из примерно 50 стран, которые посещают классы, преподаваемые на английском языке. Студенты, обучающиеся по программам полного дня бакалавриата, должны участвовать в программе обучения за рубежом как минимум в течение одного семестра во время учебы. Пятьдесят процентов программ на получение степени предлагаются в форме неполного рабочего дня, что также позволяет нанятым специалистам учиться по выходным или в заблокированной форме. В апреле 2006 года было заключено соглашение о сотрудничестве с сотым международным университетом-партнером. В настоящее время поддерживается сеть из более чем 200 международных университетов-партнеров, поскольку обязательная программа обмена является неотъемлемой частью всех программ на получение степени.

## Аккредитации и сертификаты
Университет прикладных наук Куфштайна и его учебные программы аккредитованы в соответствии с Законом об австрийских университетах прикладных наук. Эта аккредитация подтверждает, что программы, которые проверяются и оцениваются через регулярные промежутки времени, соответствуют признанным стандартам, применимым к университетам прикладных наук.
В 2010 году Университет прикладных наук Куфштайн прошел институциональную оценку, проведенную AQ Austria, Агентством по обеспечению качества и аккредитации Австрии. Это привело к бессрочной аккредитации в соответствии со статьей 23 Закона об обеспечении качества высшего образования (HS-QSG).
В 2012 году Европейская комиссия присвоила Университету прикладных наук Куфштайн знак ECTS и знак приложения к диплому, подтвердив его передовой опыт и высокое качество в области международной мобильности.

## Программы обучения

### Бакалавриат
(6 семестров)
Язык обучения: немецкий, частично английский (20-46 %)
- Управление инфраструктурой организации и недвижимостью (полная/неполная занятость)
- Международный бизнес (полная/неполная занятость)
- Спорт, культура и организация мероприятий (полная/неполная занятость)
- Энергетический бизнес (полная занятость)
- Бизнес-администрирование(полная занятость)
- Интернет-бизнес и технологии (полная занятость)
- Промышленная инженерия и менеджмент (полная занятость)
- Маркетинг и управление коммуникациями (полная/неполная занятость)

### Магистратура
(4 семестра)
Язык обучения: полностью английский
- Международные бизнес (полная занятость)
- Управление спортом, культурой и мероприятиями (полная занятость)

Язык обучения: немецкий, частично английский (14-35 %)
- Корпоративная реструктуризация (неполная занятость)
- Объект и управление недвижимостью (неполная занятость)
- Спорт, культура и организация мероприятий (неполная занятость)
- ERP-системы и управление бизнес-процессами (полная/неполная занятость)
- Европейский энергетический бизнес (неполный рабочий день)
- Цифровой маркетинг (полная/неполная занятость) Полный рабочий день при условии аккредитации
- Веб-коммуникации и информационные системы (неполная занятость)
- Умные продукты и решения (неполная занятость)
- Наука о данных и интеллектуальная аналитика (неполная занятость)

### Аспирантура
Бизнес-школа Университета прикладных наук Куфштайна (FH Kufstein Tirol Business School) предлагает программы последипломного образования. Все программы организованы в сотрудничестве с отраслевыми партнерами в формате неполного рабочего дня для удобства работающих профессионалов. Программы поддерживают профессионалов и предоставляют прекрасные возможности для академического образования и подготовки для будущей сложной управленческой деятельности.
Язык обучения: немецкий, частично английский
- Executive Management MBA , Focus Automobile Management
- Executive Management MBA , Focus Facility Management
- Управление цифровой трансформацией